# يوسف كونيه
يوسف كونيه (بالفرنسية: Youssouf Koné)‏ (مواليد 5 يوليو 1995) هو لاعب كرة قدم من مالي يلعب في مركز الظهير الأيسر مع نادي ليل الفرنسي. 

## روابط خارجية
- يوسف كونيه على موقع الاتحاد الأوربي (الإنجليزية)
- يوسف كونيه على موقع رابطة كرة القدم الفرنسية للمحترفين (الإنجليزية)
- يوسف كونيه على موقع إي إس بي إن إف سي (الإنجليزية)
- يوسف كونيه على موقع قاعدة بيانات كرة القدم.إي يو (الإنجليزية)
- يوسف كونيه على موقع ليكيب (الفرنسية)
- يوسف كونيه على موقع ناشيونال فوتبول تيمز (الإنجليزية)
- يوسف كونيه على موقع Soccerway.com (الإنجليزية)
- يوسف كونيه على موقع عالم كرة القدم.نت (الإنجليزية)
- يوسف كونيه على موقع AS.com (الإسبانية)